# Muladhara
Muladhara, ćakra korzenia, ćakra podstawy – według tradycji hinduskiej oraz m.in. niektórych zwolenników ruchu New Age, pierwsza z siedmiu głównych ćakr, czyli ośrodków energetycznych w ciele człowieka. Muladhara ćakra symbolizuje wszystkie podstawowe aspekty fizycznej egzystencji (m.in. odżywianie, bezpieczeństwo fizyczne, rozmnażanie). Jest związana z żywiołem ziemi. Według filozofii hinduskiej jest ośrodkiem, w którym drzemie uśpiona energia życiowa, określana jako kundalini. Niektóre systemy wiążą ją z podstawową energią życiową określaną jako prana (nazywaną w innych kulturach jako Chi, Qi lub Mana). Otwierać miałaby się ku dołowi i promieniować krwistym, czerwonym kolorem. Brak równowagi w tej ćakrze objawia się zaburzeniem podstawowych aspektów ludzkiego życia takich jak bezpieczeństwo, dostatek materialny, zdrowie fizyczne.
Według niektórych opinii, w kulturze zachodu, seks przejawia się jako nieczyste, grzeszne działanie, co miałoby być konsekwencją dysharmonizacji ośrodka podstawy. Podobnie miałaby się sprawa z bogactwem, które według niektórych, uważa się za złe.
Muladhara miałaby być ćakrą, która zapewnia w życiu mocne fundamenty: głębokie bezpieczeństwo, stabilizację we wszelkich dziedzinach. Na tych mocnych fundamentach, mielibyśmy budować swoje życie. Bez nich mielibyśmy odlatywać w świat wiecznych przypuszczeń oraz miotać się z jednej skrajności w drugą. Według założeń ezoteryków, kiedy w końcu ugruntujemy swój byt, czujemy, że nic w świecie nie jest w stanie nas skrzywdzić, wyrwać nas z harmonijnego życia.

## Harmonijne działanie
Harmonijne działanie ćakry miałoby uchronić nas przed ustawicznym poczuciem lęku. Miałoby spowodować odczuwanie głębokiego bezpieczeństwa fizycznego, mielibyśmy być zdolni zapewnić sobie również bezpieczeństwo materialne oraz dobrze funkcjonować w świecie fizycznym. Mielibyśmy odczuwać miłość do Ziemi, która, według opinii ezoteryków, uczyniła nas takimi jakimi jesteśmy. Mieć energię do realizacji swoich mniejszych i większych celów. Odczuwać, że Ziemia to bardzo przyjazne i bezpieczne miejsce do życia.

## Objawy dysharmonii
Człowiek z dysharmonią ćakry podstawy miałby odczuwać zagrożenie swojego bytu, uważać świat za miejsce bardzo nieprzyjazne, zimne i niebezpieczne. Wydawać miałoby mu się, że musi o wszystko walczyć, odczuwać chwiejność w swoim działaniu i ogólny lęk przed życiem i ludźmi.

## Niedoczynność ośrodka
Niedoczynność ćakry miałaby się objawiać m.in. niską odpornością fizyczną oraz psychiczną, odczuwaniem lęku i niepewności, brakiem siły przebicia. Człowiek miałby postrzegać świat jako koszmar i piekło, chować się przed nim. Występować miałoby obniżenie aktywności, niechęć do życia. Człowiek miałby bywać zły na własne ciało.

## Aktywizacja i harmonizacja ćakry
Ośrodek, w opinii ezoteryków, można rozwijać przez siadanie na ziemi, wdychanie jej zapachu lub inny bliski z nią kontakt. W aktywizacji miałaby pomagać również świadomość i wpatrywanie się w kolor czerwony, na przykład podczas czerwonego wschodu lub zachodu słońca. Odczuwanie świadomością Ziemi jako naszego przytulnego domu, który chroni nas przed niebezpieczną pustką kosmosu. Wielką pomocą są również odpowiednie zapachy, medytacja, jantra oraz mantra czakramu.

## Według C.G. Junga
Ćakra muladhara odpowiada światu jaki znamy ze stanu jawy: tu podlegamy niewiedzy, popędom, i okolicznościom. To poziom naszej świadomości jako „ja” (czyli ego).
Kundalini w muladharze jest w stanie śpiącej królewny zjednoczonej z lingą. To poziom ziemi lub podziemia: krypta, pieczara, kościół dolny, piwnica
Indywidualne ludzkie „ja” na tym poziomie rozwoju, istnieje jako zarodek (mniej niż embrion) w świecie materialnym. Zdaniem Junga, dlatego hindus traktuje świat jak przedszkole i złudzenie. Równoważnie: dla naszego indywidualnego i świadomego bytu ziemskiego, dla psychologii muladhary, złudzeniem jest świat bogów hindusa. Jung potwierdza, iż w świecie współczesnym mamy wielu takich ludzi nienarodzonych: choć posiadają ciało fizyczne, uganiają się za celami i odnotowują osobiste sukcesy,  w rzeczywistości nigdy nie przyszli na ten świat
Natomiast wraz z obudzeniem energii kundalini następuje przebudzenie ze stanu muladhary, uruchamia się proces rozwoju nieosobniczego i depersonalizacja. Jednostka faktycznie wkracza na ścieżkę kundalinijogi.